# Південно-Східна область (РСФРР)
Південно-Східна область (рос. Юго-Восточная область) — територіальна одиниця РСФРР у 1924 році. Південно-Східна область є наступником регіонального утворення РРФСР – Південний Схід Росії, Південно-Східний край, що існувало у 1920—1924 роках на південному заході Росії. Область (край) охоплювала Донщину, Кубань, Терщину й решту Передкавказзя. 
13 лютого 1924 ВЦВК видав Декрет «про районування Південно-Східної області» протягом 1924 року. Безпосереднє керівництво з районування було покладено на Крайову економічну раду Південного Сходу Росії.
Південно-Східна область фігурує у документах зі скасуванням 13 лютого 1924 Донської й Кубано-Чорноморської областей, Ставропольської й Терської губерній, та безпосереднього підпорядкування їх адміністративно-територіальних підрозділів й міста Грозний Південно-Східній області.
За постановою Президії ВЦВК від 16 жовтня 1924 року й за постановою Південно-Східного крайвиконкома від листопада 1924 року Південний Схід Росії перейменовано на Північнокавказький край.
Адміністративний центр — Ростов-на-Дону.

## Територіальний склад
До Південного Сходу Росії до у 1920–1924 роках входили:
- Донська область,
- Кубанська область,
- Ставропольська губернія,
- Терська губернія,
- Дагестан[1].